# Schale (Krankheit)
Als Schale wird eine chronische Gelenkerkrankung (Arthrose) der Zehengelenke bei Huftieren, insbesondere bei Pferden bezeichnet. Sie äußert sich meist in einer Lahmheit auf einem oder mehreren Beinen. Im Frühstadium äußert sich die Erkrankung in einer Weichteilschwellung und erhöhter Körperwärme im betroffenen Gebiet. Die Diagnose kann nur durch eine Röntgenuntersuchung abgesichert werden.

## Entstehung
Die Schale entwickelt sich nach einem Trauma (beispielsweise einer Verletzung durch ein starkes Aufprallen des Hufes) oder einer Zerrung der Gewebe im Bereich des Fessel-, Kron- oder Hufbeins. Man unterscheidet eine artikuläre Schale mit Knochenzubildungen (Osteophyten) am Fessel- oder Krongelenk („hohe Schale“, „Krongelenkschale“) oder am Hufgelenk („tiefe Schale“) sowie eine extraartikuläre Schale, bei der es zu entzündlichen Veränderungen der Gelenkumgebung kommt. Die zirkuläre Form am Krongelenk wird auch als „Ringbein“ bezeichnet.

## Therapie
Wenn die Krankheit behandelt wird, bevor ein durch die Erkrankung bedingtes abnormes Knochenwachstum auftritt, besteht die Behandlung üblicherweise darin, die betroffenen Beine drei bis vier Monate lang durch einen fixierenden Verband zu stützen und damit gleichzeitig ruhigzustellen. Die Pferde erhalten oft ein Hufeisen mit starker Zehenrichtung, um die Gelenkbewegung zusätzlich einzugrenzen. Wenn sich bereits Knochenzubildungen entwickelt haben, können Ruhe und entzündungshemmende Medikamente helfen, die verursachten Symptome zu mindern, aber eine Rückbildung derselben findet nicht mehr statt. Die durch die Erkrankung verursachte Lahmheit besteht in der Regel so lange weiter, bis eine vollständige Gelenkversteifung eingetreten ist. Bei positiver Prognose kann zur Beschleunigung des Behandlungsvorgangs eine operative Gelenkversteifung angezeigt sein.